# Günther Rall
Günther Rall (10 de marzo de 1918 - 4 de octubre de 2009), fue un Teniente General que fue piloto de caza en la Luftwaffe durante la Segunda Guerra Mundial. Fue el tercero entre los ases de la aviación por número de victorias. Logró un total de 275 victorias, de ellas 272 en el Frente Oriental y de esas, 241 las consiguió contra los cazas de la Fuerza Aérea Soviética. Voló un total de 621 misiones de combate, siendo derribado 8 veces y herido 3 veces. Todos sus derribos los logró pilotando cazas Messerschmitt Bf 109.

## Biografía
Nació en Gaggenau, pequeña ciudad de la región de la Selva Negra en Alemania, hijo de un comerciante. Se incorporó al Ejército y alcanzó el grado de alférez en 1936. Ingresó en la Escuela Superior de Guerra en Dresde, donde fue impulsado a unirse a la Luftwaffe. Consiguió su calificación como piloto en 1938 siendo destinado al Jagdgeschwader 52 (JG 52), con el rango de teniente.

## Segunda Guerra Mundial

### Batalla de Francia
Rall tuvo su primer combate durante la Batalla de Francia, y el 12 de mayo de 1940 se anotó su primera victoria. Tres cazas franceses Curtiss P-36 Hawk atacaron un avión de reconocimiento alemán a una altitud de unos 8.000 m. Rall se lanzó contra ellos derribando uno. Luego dijo: 

Tuve suerte en mi primer Dogfight, pero me proporcionó un montón de autoconfianza... y de miedo, porque yo también fui alcanzado por muchas balas.

En sus siguientes misiones, Rall también tuvo éxito. El 18 de mayo derribó otro P-36, iba a los mandos el piloto checo Otto Hanzlicek, que sobrevivió al enfrentamiento.

### Batalla de Inglaterra
El JG 52 se trasladó más tarde a Calais, desde donde participó en la Batalla de Inglaterra. Debido a las fuertes pérdidas habidas en la unidad, se le dio el cargo de Staffelkapitän del 8./JG 52 el 25 de julio, y fue ascendido a Oberleutnant el 1 de agosto. Luchó con el JG 52 sobre Inglaterra hasta que la unidad fue retirada del combate para reemplazar las pérdidas.

### Batallas de Yugoslavia y Grecia
Tomó parte en la Campaña de los Balcanes en la primavera de 1941. También participó en la Operación Merkur, la invasión aerotransportada y posterior Batalla de Creta en junio de 1941. Después de la conclusión con éxito de Merkur, el JG 52 fue trasladado de vuelta a Rumanía para ayudar a defender los campos petrolíferos de los bombarderos soviéticos.

### Frente Oriental

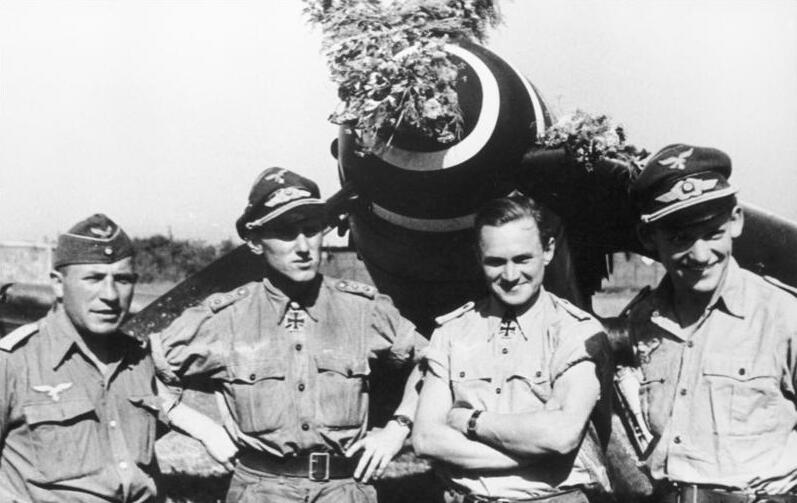
Günther Rall después de su derribo n.º 200. Walter Krupinski está a su izquierda.

Con la Operación Barbarroja, tuvo muchas oportunidades para combatir y se anotó su segunda, tercera y cuarta victorias en tres días del mes de junio de 1941. Durante un período de cinco días, Rall y su escuadrón destruyeron unos 50 aviones soviéticos. En octubre continuó su racha de éxitos, consiguiendo 12 victorias. El JG 52 fue asignado para participar en las operaciones del Grupo de Ejércitos Sur, interviniendo en los combates del flanco sur del Frente Oriental. El 28 de noviembre de 1941 derribó a su víctima n.º 37, pero él también fue derribado. Voló hacia las líneas alemanas con el motor muy dañado, hizo un aterrizaje de emergencia y quedó gravemente herido dentro el avión. La tripulación de un tanque alemán le rescató de los restos de su aparato; los rayos X revelaron que se había roto la espalda por tres sitios. Los médicos le dijeron que había terminado su carrera como piloto y lo trasladaron a un hospital de Viena en diciembre de 1941. Contra todos los pronósticos, logró recuperarse y volvió a combatir en agosto de 1942. Durante su hospitalización conoció a una enfermera, Hertha, con quien se casó después.

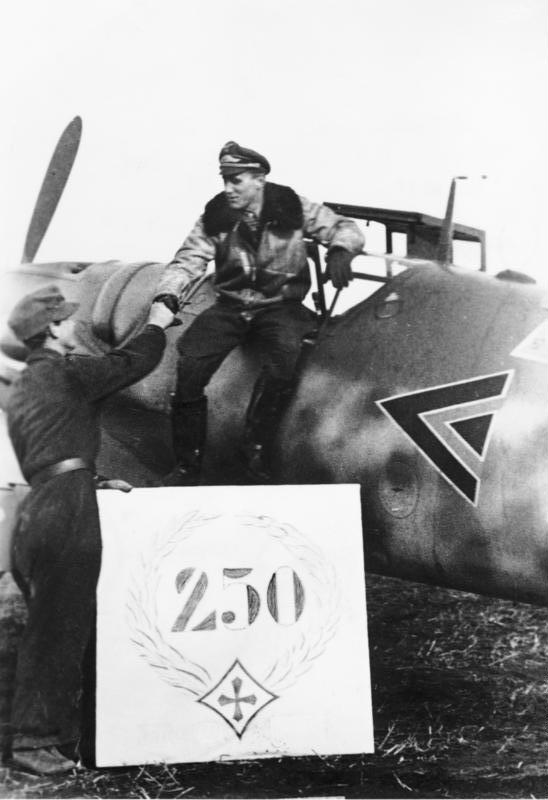
Günther Rall después de su 250.ª victoria

De agosto a noviembre, derribó otros 38 aviones enemigos, con lo que su total de victorias ascendía a 101. El 3 de septiembre de 1942 fue condecorado con la Cruz de Caballero. El 26 de noviembre de 1942, Adolf Hitler le impuso las Hojas de Roble para su Cruz de Caballero. En abril de 1943, fue ascendido a capitán y el 20 de ese mes consiguió un derribo que hacía el n.º 5.000 de su ala de caza, el JG 52. Fue nombrado Gruppenkommandeur del III./JG 52 el 6 de julio. El 7 de agosto, registra su 150ª victoria, y a finales de septiembre logra su derribo n.º 200 por el que fue condecorado con las Espadas para su Cruz de Caballero. En octubre de 1943, tuvo su mejor mes: derribó 40 aviones. Un mes más tarde, se convirtió en el único piloto de caza (tras Walter Nowotny) en lograr 250 derribos. Durante 1943, se le confirmaron 150 aviones enemigos destruidos, una cifra solo superada por Nowotny (196) y Hermann Graf (160).

### Defensa del Reich
El 19 de abril de 1944, fue trasladado al Jagdgeschwader 11 (JG 11), donde se le asignó el mando como Gruppenkommandeur del II./JG 11. Al JG 11 se le encomendó la Defensa del Reich y Rall dirigió su unidad contra la flota de bombarderos de la Octava Fuerza Aérea de los EE. UU. El 1 de mayo de 1944, fue ascendido a comandante, rango que mantuvo hasta el final de la guerra. El 12 de mayo, Rall lideraba un Staffel de Bf 109 S cuando localizaron una formación de tres P-47 Thunderbolt dirigidos por el coronel Hubert Zemke. Se lanzó contra ellos, consiguiendo derribar a dos. Su escuadrón fue atacado entonces por otros P-47 que iban llegando al combate y pertenecían al Grupo de Caza Nº 56, siendo derribado por un as de esa unidad, el Captain Joseph Powers, Jr. y su compañero de ala Joseph Vitale. Recibió un disparo en el pulgar y tuvo que ser hospitalizado durante muchos meses debido a la aparición de infecciones. Regresó al servicio activo en noviembre.
Su último destino fue el Jagdgeschwader 300 (JG 300), que operaba desde una gran variedad de campos de aviación en el sur de Alemania durante los últimos meses de la guerra. Es poco probable que tuviese muchos combates en este período. Fue hecho prisionero por las fuerzas estadounidenses al finalizar la guerra. 
Rall dijo sobre la campaña de 1943-1945: 

Según mi experiencia, los pilotos de la RAF fueron los más agresivos y más capacitados durante la Segunda Guerra Mundial. Con esto no quiero decir nada negativo contra los norteamericanos, pues llegaron tarde al conflicto y en tan gran número que es difícil hacer comparaciones. Nos vimos totalmente superados en número cuando los norteamericanos entraron en el conflicto, mientras que en el momento de la Batalla de Inglaterra la lucha fue más igualada. Los británicos son muy buenos.

## Después de la guerra

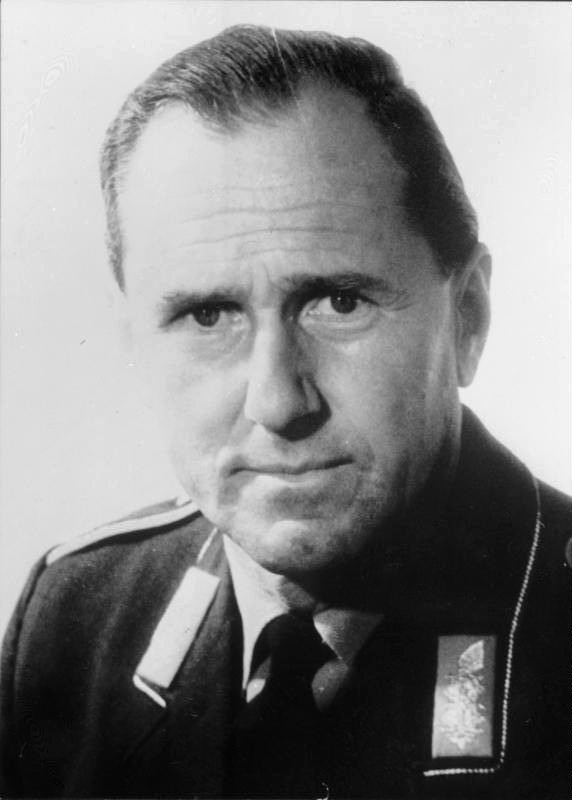
Retrato oficial de Rall como Inspekteur der Luftwaffe

Estando internado en un campo de prisioneros de guerra cerca de Heidelberg, Rall fue abordado por los estadounidenses que querían reunir a los pilotos alemanes con experiencia en el manejo del caza Messerschmitt Me 262. Fue trasladado a Bovingdon, cerca de Hemel Hempstead. Después fue llevado a la base aérea de la RAF en Tangmere, donde se encontró con el as de la RAF Robert Stanford Tuck, y ambos terminaron siendo amigos.
Incapaz de encontrar trabajo después de la guerra y con la etiqueta de "militarista" (aunque a los oficiales no se les permitía ser miembros del Partido Nazi), ingresó en la empresa Siemens como representante, dejando el trabajo en 1953. Günther Rall reanudó su carrera militar al incorporarse a la Luftwaffe der Bundeswehr después de la remilitarización de Alemania Occidental en 1955. A partir del 1 de enero de 1971 y hasta el 31 de marzo de 1973, ocupó el cargo de Inspekteur der Luftwaffe der Bundeswehr y del 1 de abril de 1974 al 13 de octubre de 1975, fue agregado militar de la OTAN. Al final de su carrera había alcanzado el grado de Teniente general. En 2004, escribió sus memorias "Mein Flugbuch" ("Mi libro de vuelo").

## Condecoraciones

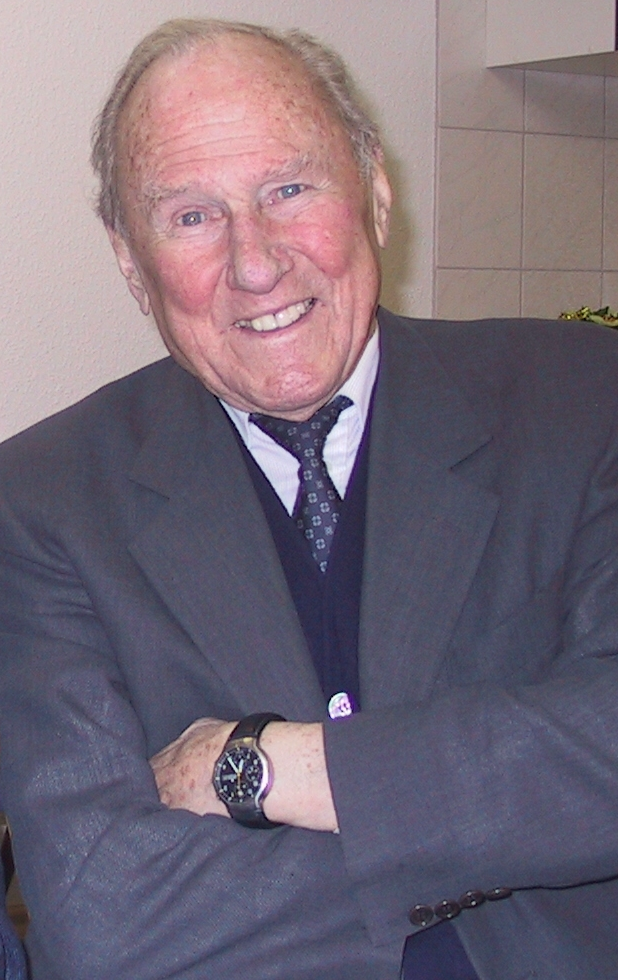
GenLt. a.D. Günther Rall visitando ele Deutsch-Kanadisches Luftwaffenmuseum e.V. (Museo germano-canadiense de las fuerzas aéreas) el 26 de noviembre de 2004 en el Baden-Airpark de Rheinmünster-Söllingen.

- Ehrenpokal der Luftwaffe (Copa de honor de la Luftwaffe)
- Insignia combinada piloto - observador (Flugzeugführer- und Beobachterabzeichen)
- Cruz de hierro 2ª y 1ª clase (1939)
- Medalla de sufrimientos por la patria (Verwundetenabzeichen) (1939) en Oro
- Cruz Alemana en Oro (15 de diciembre de 1941)
- Creta (Cuffband)
- Cruz de Caballero de la Cruz de Hierro con Hojas de Roble y Espadas
  - Cruz de Caballero (4 de septiembre de 1942)
  - Hojas de Roble (26 de octubre de 1943)
  - Espadas (12 de septiembre de 1943)
- Broche de misiones de combate de la Luftwaffe en oro (Frontflugspange) con la insignia "600"
- Mencionado dos veces en el Wehrmachtbericht
- "Miembro Honorario" Sociedad de pilotos de pruebas (SETP)
- Legión al Mérito (USA)
- Bundesverdienstkreuz (1973)

### Menciones en el Wehrmachtbericht
| Fecha                   | Texto original en alemán del Wehrmachtbericht                                                                      | Traducción del Alemán |
| ----------------------- | --- | --- |
| 29 de agosto de 1943    | Hauptmann Rall, Führer einer Jagdfliegergruppe, errang am 28. August seinen 200. Luftsieg.                         | Capitán Rall, jefe de un grupo de caza, logró su 200.ª victoria aérea el 28 de agosto.                                    |
| 30 de noviembre de 1943 | Major Rall, Gruppenkommandeur in einem Jagdgeschwader, errang am 28. November an der Ostfront seinen 250. Luftsieg | Comandante Rall, Jefe de Grupo de un ala de caza, logró su 250.ª victoria aérea en el Frente Oriental el 28 de noviembre. |